# Studiemodel
Een studiemodel is een prototype van een product dat op beurzen en shows wordt tentoongesteld om de reactie van het publiek te peilen.
Vaak zijn studiemodellen zeer extreem van vormgeving en voorzien van nieuwe (experimentele) technieken. Naar aanleiding van reacties van het publiek worden ze later aangepast en in minder extreme vorm in productie genomen. Soms worden modellen helemaal niet in productie genomen, maar worden alleen de in de smaak vallende technieken of vormgeving gebruikt. Vooral op auto- en motor-beurzen worden vaak studiemodellen geshowed.

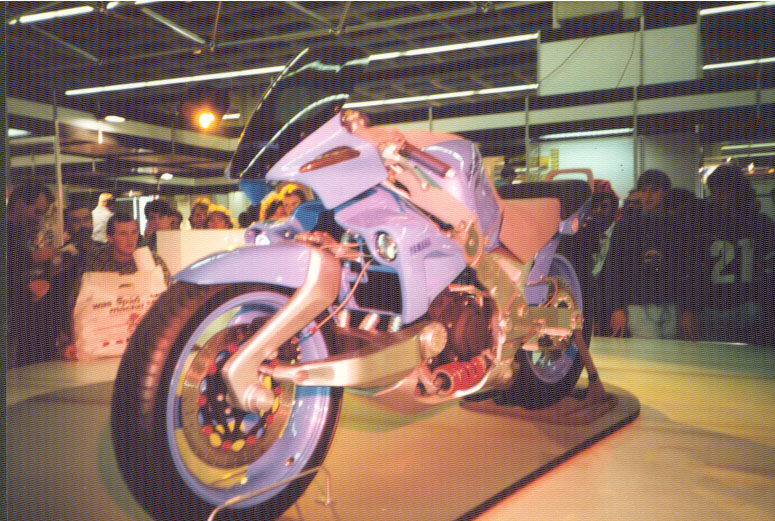
De Yamaha Morpho uit 1990 was een studiemodel, waarvan enkele elementen later in productiemodellen terugkwamen. Zo werd de naafbesturing toegepast op de Yamaha GTS 1000 die in 1992 in productie kwam

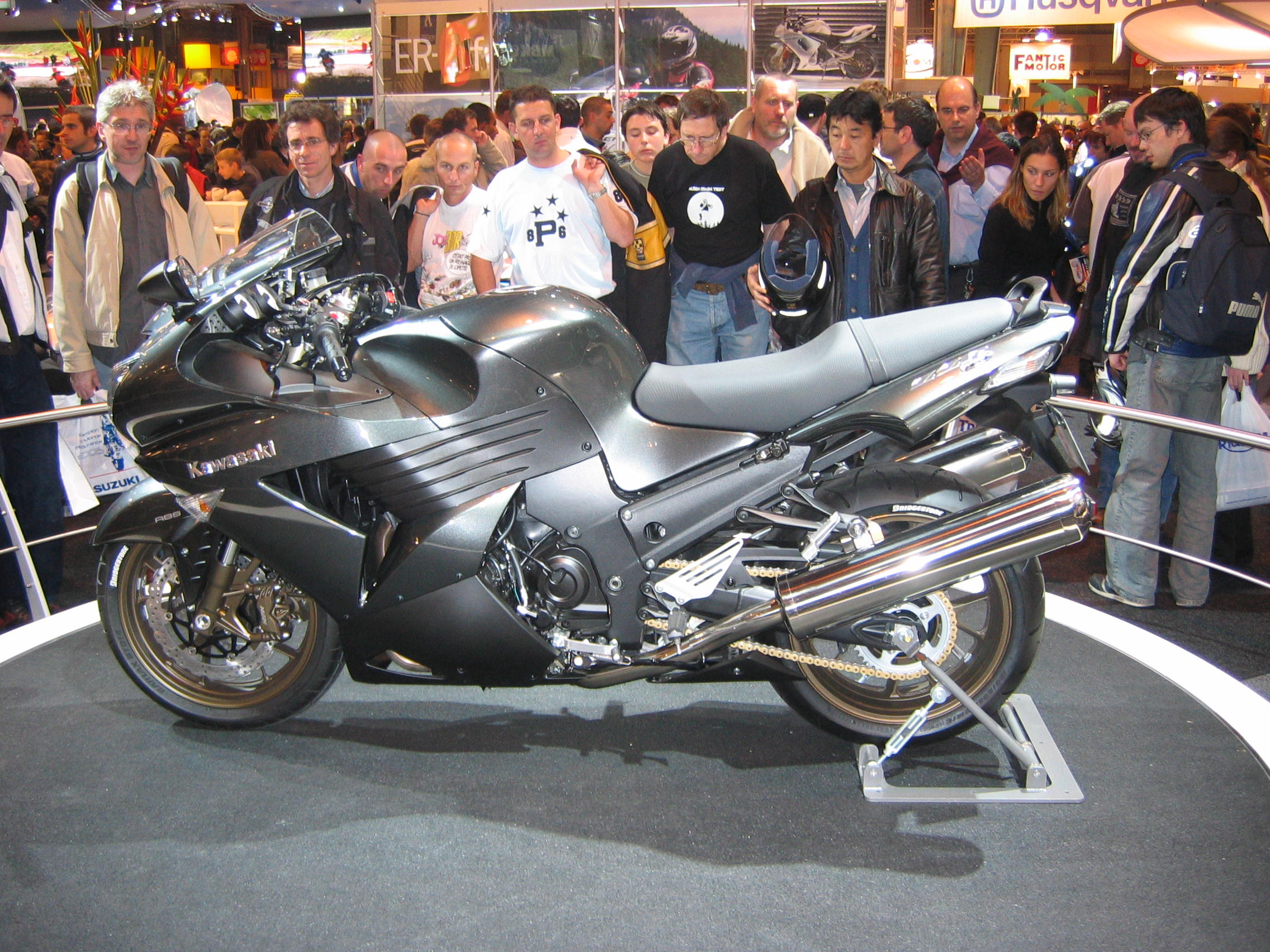
Studiemodel van de Kawasaki ZZ-R 1400 op de motorsalon in Parijs in 2005